# Villarrasa (kommunhuvudort)
Villarrasa är en kommunhuvudort i Spanien.   Den ligger i provinsen Provincia de Huelva och regionen Andalusien, i den sydvästra delen av landet, 400 km sydväst om huvudstaden Madrid. Villarrasa ligger 68 meter över havet och antalet invånare är 2 142.
Terrängen runt Villarrasa är platt. Runt Villarrasa är det ganska tätbefolkat, med 214 invånare per kvadratkilometer. Närmaste större samhälle är La Palma del Condado, 4,8 km öster om Villarrasa. Trakten runt Villarrasa består till största delen av jordbruksmark.